# Кавернаго
Каверна̀го (на италиански: Cavernago; на ломбардски: Caernagh, Каернаг) е малкло градче и община в Северна Италия, провинция Бергамо, регион Ломбардия. Разположено е на 199 m надморска височина. Населението на общината е 2590 души (към 2017 г.).